# الهجوم على المفوض السامي
كان الهجوم على المفوض السامي حادثًا شهد بداية ثورة 14 أكتوبر في جنوب اليمن. قام القوميون العرب من الجبهة القومية للتحرير بإلقاء قنبلة يدوية على المفوض السامي البريطاني السير كينيدي تريفاسكيس، مما أسفر عن مقتل شخصين وإصابة 50.
أنقذ جورج هندرسون، مساعد المفوض السامي، حياة السير كينيدي بدفعه بعيدًا عن الطريق. توفي هندرسون في وقت لاحق متأثرا بجراحه.
أدى الحادث إلى إعلان بريطانيا حالة الطوارئ في المستعمرة.

## روابط خارجية
- طوارئ عدن في موقع Argylls
- طوارئ عدن بمتحف الجيش الوطني